# لاکاوانا (نیویورک)
لاکاوانا (به انگلیسی: Lackawanna) شهری در شهرستان ایری ایالت نیویورک است که در سرشماری سال ۲۰۱۰ میلادی، ۱۸۱۴۱ نفر جمعیت داشته است. لاکاوانا، به‌طور رسمی در تاریخ ۱۹۰۹ میلادی به‌عنوان یک شهر شناخته شد.

## نگارخانه

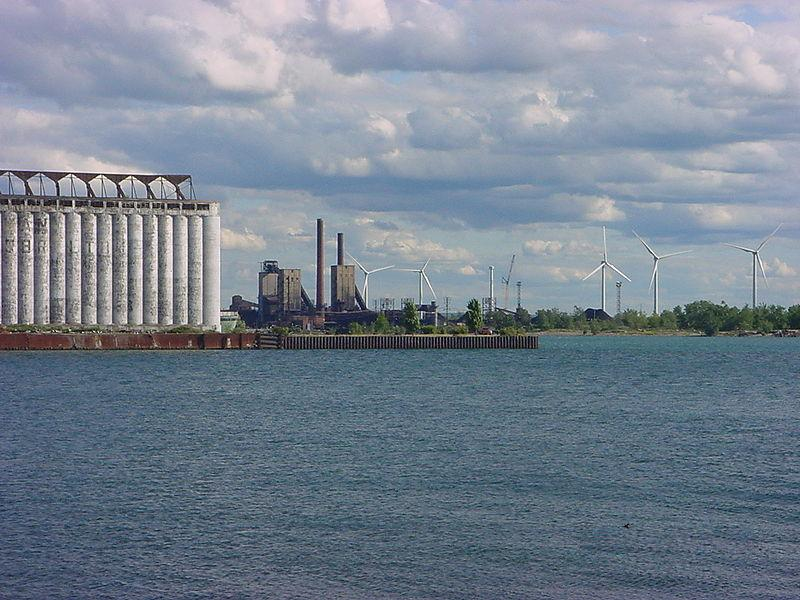